# Marcel Aymé
Marcel Aymé (Joigny, 29 de marzo de 1902-14 de octubre de 1967) fue un escritor francés, autor de obras teatrales, novelas y cuentos. Se han producido numerosas películas, series de televisión y dibujos animados basados en sus obras.

## Biografía
Marcel Aymé nació en Joigny, (departamento de Yonne, Borgoña) pero se educó en Villers-Robert, en el Jura, y después en Dole, ya que su padre, al quedar viudo en 1904, envió a un internado a los hijos mayores y confió a los menores a la tutela de sus abuelos maternos, Auguste y Françoise Monamy. Su infancia en un medio rural dejará una importante huella en sus novelas del campo, como La Table aux Crevés(1929), La Jument verte (1933), Gustalin (1936) o La Vouivre (1943). Estudió en el Collège de l'Arc, en Dole, donde obtuvo su título de bachillerato en 1919.
Después de una grave enfermedad, y tras realizar su servicio militar en Alemania, se trasladó a París para estudiar medicina. Sin demasiado interés por los estudios, se dedicó a ejercer diferentes oficios (empleado bancario, agente de bolsa, periodista). Encontrándose convaleciente de una enfermedad, empezó a escribir su primera novela, Brûlebois (1927). Aunque sus comienzos literarios no estuvieron exentos de problemas, finalmente alcanzó el éxito con La Table aux Crevés, que obtuvo el Premio Renaudot en 1929, y, sobre todo, con La Jument verte (1933). Publicó varios libros, tanto novelas como recopilaciones de relatos y cuentos infantiles, y escribió también abundantemente para la prensa.
Durante la ocupación, publicó otros muchos libros, y colaboró activamente con el órgano colaboracionista Je suis partout, lo que se le reprocharía posteriormente. Colaboró también en tres películas de Louis Daquin. 
Después de la guerra, obtuvo un gran éxito teatral con su obra Lucienne et le boucher, que había escrito en 1932, pero que no se estrenó hasta 1948. Esto supuso el inicio de una brillante carrera como autor teatral, con obras como Clérambard (1950), La tête des autres (1952) y Les oiseaux de lune (1955). No descuidó, sin embargo, la novela, y en 1948 publicó Uranus, una visión bastante ácida de la depuración que siguió a la liberación de la Francia ocupada por los alemanes. No volvió a recalar en la novela hasta 1960, cuando publicó Les tiroirs de l'inconnu.
Fue autor también de varios libros de ensayo, como Silhouette du scandale (1938), Le trou de la serrure (1946) y Le confort intellectuel (1949). 
Su estilo se caracteriza por la frialdad y precisión con los que caracteriza la realidad social.
Obtuvo el Premio Blumenthal.
Está enterrado en el Cementerio Saint-Vincent de Montmartre.

## Obras

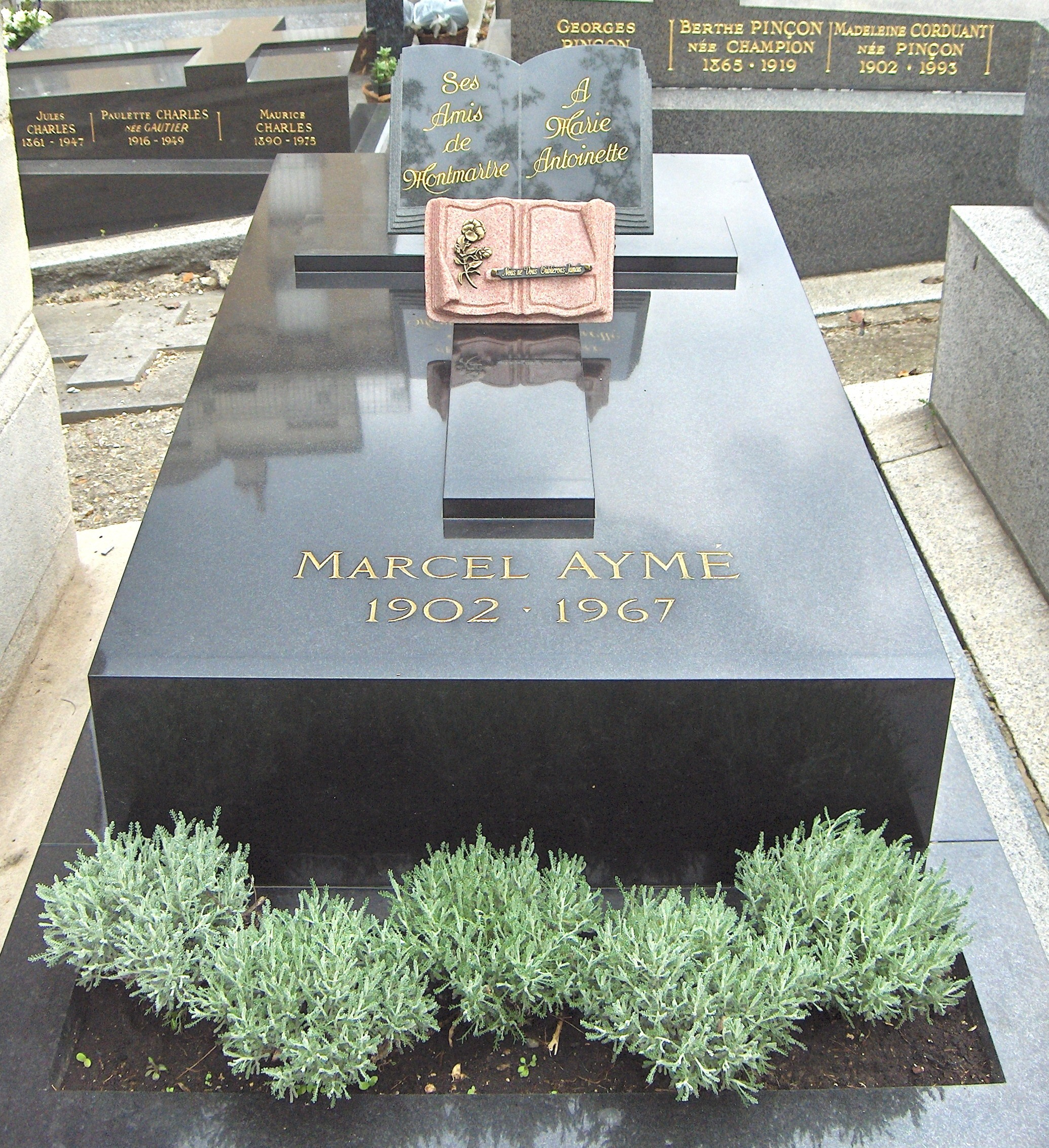
Tumba de Marcel Aymé en el Cimetière Saint-Vincent de Montmartre (París).

### Novelas y cuentos
- - La Jument verte(1933)
  - Maison basse (1934)
  - Le Moulin de la Sourdine (1936)
  - Derrière chez Martin (1936)
  - Le Bœuf clandestin (1939)
  - La Belle Image (1941)
  - Le Passe-muraille (1943)
  - La Vouivre (1941)
  - Le Chemin des écoliers (1946)
  - Le Vin de Paris (1947)
  - Uranus (1948)
  - En arrière (1950) s
  - Les Contes du chat perché

### Obras teatrales
- - Lucienne et le boucher (1948)
  - Clérambard (1950)
  - Vogue la galère (1951)
  - La Tête des autres (1952)
  - Les Quatre vérités (1954)
  - Les Sorcières de Salem (1954)
  - Les Oiseaux de lune (1955)
  - La Mouche bleue (1957)
  - Vu du pont (1957)
  - Louisiane (1961)
  - Les Maxibules (1961)
  - La Consommation (1963)
  - Le Placard (1963)
  - La Nuit de l'iguane (1965)
  - La Convention Belzébir (1966)
  - Le Minotaure (1967)